# Klasa okręgowa
A Klasa Okręgowa é o sexto maior nível do sistema polonês de ligas de Futebol. É composta por 777 clubes distribuídos por 50 grupos. São eles:
Województwo dolnośląskie
- grupa jeleniogórska
- grupa legnicka
- grupa wrocławska
- grupa wałbrzyska

Województwo kujawsko-pomorskie
- grupa I kujawsko-pomorska
- grupa II kujawsko-pomorska

Województwo lubelskie
- grupa bialskopodlaska
- grupa chełmska
- grupa lubelska
- grupa zamojska

Województwo lubuskie
- grupa gorzowska
- grupa zieleniogórska

Województwo łódzkie
- grupa łódzka
- grupa piotrkowska
- grupa sieradzka
- grupa skierniewicka

Województwo małopolskie
- grupa krakowsko-wadowicka
- grupa nowosądecko-tarnowska

Województwo mazowieckie
- grupa południowa mazowiecka
- grupa północna mazowiecka

Województwo opolskie
- grupa I opolska
- grupa II opolska

Województwo podkarpackie
- grupa dębicka
- grupa jarosławska
- grupa krośnieńska
- grupa rzeszowska
- grupa stalowolska

Województwo podlaskie
- grupa podlaska

Województwo pomorskie
- grupa I gdańska
- grupa II gdańska
- grupa słupska

Województwo śląskie
- grupa bielska
- grupa częstochowska
- grupa I katowicka
- grupa II katowicka
- grupa III katowicka
- grupa IV katowicka

Województwo świętokrzyskie
- grupa I świętokrzyska
- grupa II świętokrzyska

Województwo warmińsko-mazurskie
- grupa I warmińsko-mazurska
- grupa II warmińsko-mazruska

Województwo wielkopolskie
- grupa kaliska
- grupa konińska
- grupa leszczyńska
- grupa pilska
- grupa wschodnia poznańska
- grupa zachodnia poznańska

Województwo zachodniopomorskie
- grupa I szczecińska
- grupa II szczecińska
- grupa południowa koszalińska
- grupa północna koszalińska

Cada grupo tem suas regras de promoção e rebaixamento, mas geralmente, um time de cada grupo avança para a IV Liga (ou V Liga, dependendo do Voivodato) e dois caem para a Klasa A.